# 奥拉西奥·德·拉·科斯塔
奥拉西奥·德·拉·科斯塔（Horacio de la Costa，1916年5月9日—1977年3月20日） 是耶稣会首位菲律宾人省级会长（Provincial superior），同时也是菲律宾史和亚洲史的权威。

## 生平
他是作家、学者及历史学家。1916年5月9日出生于奎松省的毛班（Mauban）。30岁成为耶稣会司祭，55岁成为耶稣会首位菲律宾人省级会长。